# Friedrich von Grolman (General, 1817)
Friedrich Wilhelm Theodor Grolman, seit 1871 von Grolman (* 10. September 1817 in Unna; † 12. Februar 1881 in Coburg) war ein preußischer Generalleutnant.

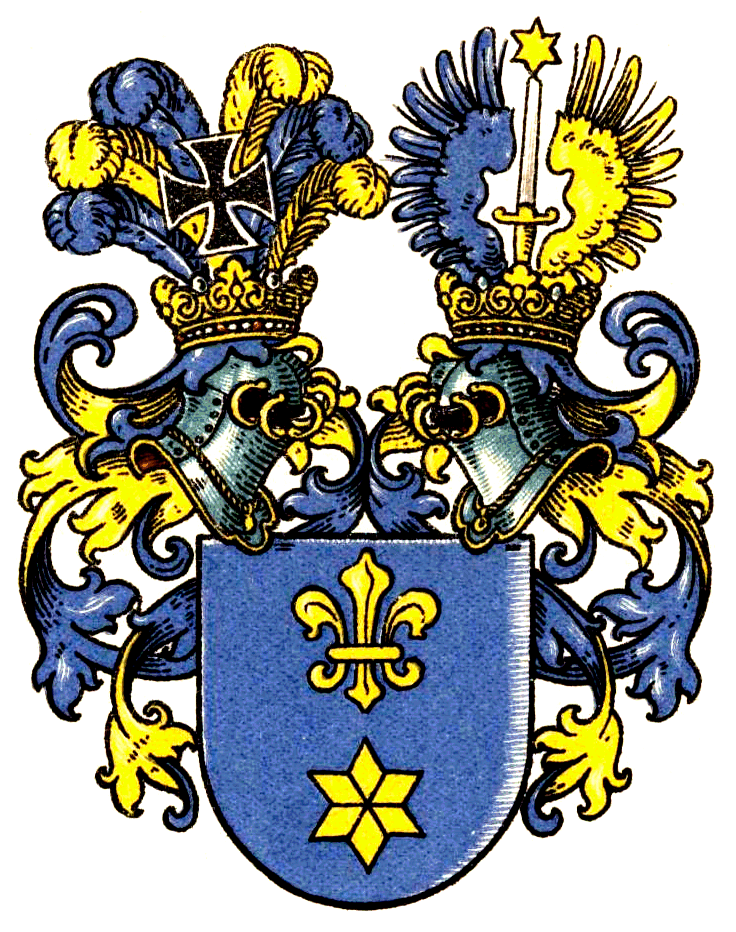
Wappen derer von Grolman von 1871

## Leben

### Herkunft
Friedrich war ein Sohn des preußischen Majors Theodor Grolman (1783–1859) und dessen Ehefrau Johanne, geborene Büttner, adoptierte Zahn (1797–1854).

### Militärkarriere
Grolman besuchte die Garnisonschule in Saarlouis sowie die Kadettenhäuser in Potsdam und Berlin. Anschließend wurde er am 14. August 1834 als Portepeefähnrich dem 17. Infanterie-Regiment der Preußischen Armee überwiesen. Bis Ende Juni 1848 avancierte er zum Premierleutnant und nahm im Jahr darauf im Zuge der Niederschlagung der Revolution in der Rheinpfalz und in Baden an den Gefechten bei Philippsburg, Waghäusel, Bischweier und Kuppenheim teil. Von Mitte Dezember 1850 bis Ende April 1851 und von Ende Februar 1852 bis Mitte Oktober 1854 war Grolman als Kompanieführer beim 17. Landwehr-Regiment kommandiert. Er stieg im Juni 1852 zum Hauptmann auf und wurde am 7. April 1855 zum Chef der 7. Kompanie ernannt. Nach einer erneuten Kommandierung als Kompanieführer beim 17. Landwehr-Regiment rückte Grolman am 1. Juli 1860 mit der Beförderung zum Major in den Regimentsstab auf. Am 7. April 1863 erfolgte mit seiner Ernennung zum Kommandeur des in Wesel stationierten Füsilier-Bataillons die Versetzung in das 8. Westfälische Infanterie-Regiment Nr. 57. In dieser Eigenschaft avancierte Grolman Mitte Juni 1865 zum Oberstleutnant und nahm im Jahr darauf während des Krieges gegen Österreich an den Schlachten bei Münchengrätz und Königgrätz teil. Für sein Wirken wurde er mit dem Roten Adlerorden IV. Klasse mit Schwertern ausgezeichnet und am 30. Oktober 1866 zum Kommandeur des neuformierten Infanterie-Regiments Nr. 87 in Mainz ernannt sowie zum Oberst befördert.
Grolman kommandierte sein Regiment 1870/71 während des Krieges gegen Frankreich in den Schlachten bei Weißenburg, Wörth, Sedan sowie bei der Belagerung von Paris. Zeitweise war er auch Führer der 41. und 44. Infanterie-Brigade. Nach dem Friedensschluss wurde er am 3. Juni 1871 zum Kommandeur der 3. Infanterie-Brigade in Danzig ernannt und am 16. Juni 1871 „wegen der im Kriege gegen Frankreich vor dem Feinde bewiesenen Tapferkeit“ durch Kaiser Wilhelm I. in den erblichen preußischen Adelsstand erhoben. Ausgezeichnet mit beiden Klassen des Eisernen Kreuzes stieg er am 18. August 1871 zum Generalmajor auf. Unter Verleihung des Roten Adlerordens II. Klasse mit Eichenlaub und Schwertern am Ringe wurde Grolman am 13. April 1875 mit Pension zur Disposition gestellt. Nach seiner Verabschiedung erhielt er am 6. Juli 1875 den Charakter als Generalleutnant.

### Familie
Grolman hatte sich am 28. April 1849 in Wesel mit Marie Bonsac (1828–1915) verheiratet. Aus der Ehe gingen die Tochter Marie (1850–1885) und der spätere preußische Generalleutnant Friedrich (1852–1927) hervor.